# Fredrik von Otter
Fredrik Wilhelm von Otter (Fägred, 1833 – Karlskrona, 1910) è stato un politico svedese.
Fu primo ministro della Svezia dal 1900 al 1902.